# Гімнокаліціум Бальда
Гімнокаліціум Бальда (Гімнокаліціум Бальді, Gymnocalycium baldianum, (Speg.) Speg. 1905, місцева назва — «підборіддя карлика» (dwarf chin)) — кактус з роду гімнокаліціум (підрід Gymnocalycium).

## Біологічний опис

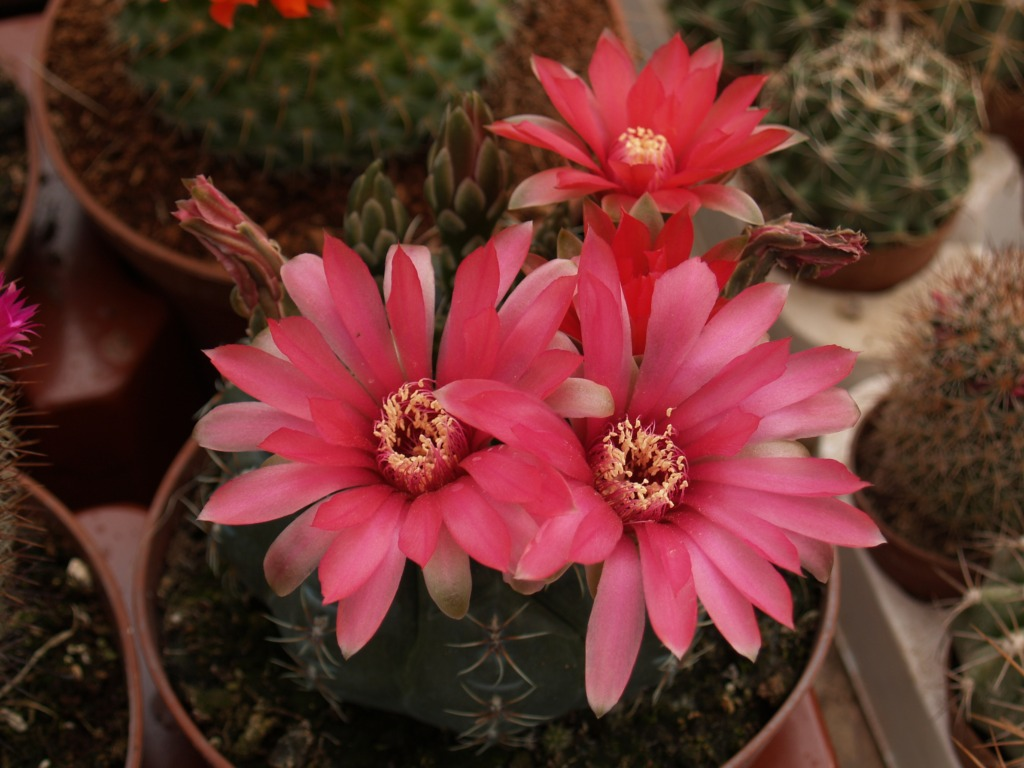
Цвітіння Gymnocalycium baldianum

Один з небагатьох та найвідоміший червоноквітковий гімнокаліціум. Сірувато-зелене стебло зазвичай одиночне, його висота 4-10 см та 6-7 см в діаметрі, ребер близько 8-11, розділених на горбки; поздовжні борозни між ребрами гострі. Ареоли маленькі, еліптичні. Колючки тонкі, гнучкі, прилеглі до стебла, розташовані по краю ареоли, попелясто-сірі; кількість звичайно 5, часто і більше (7). Квітки середньої величини, близько 4 см завдовжки і такі ж у поперечнику, різноманітних тонів — від темно-рожевих до густо-червоних з металевим блиском. Тичинки і маточка рожево-пурпурові, приймочка коротка шестипроменева, білувато-жовта. Плоди темно-зелені. Коріння бульбоподібне.

## Гібриди

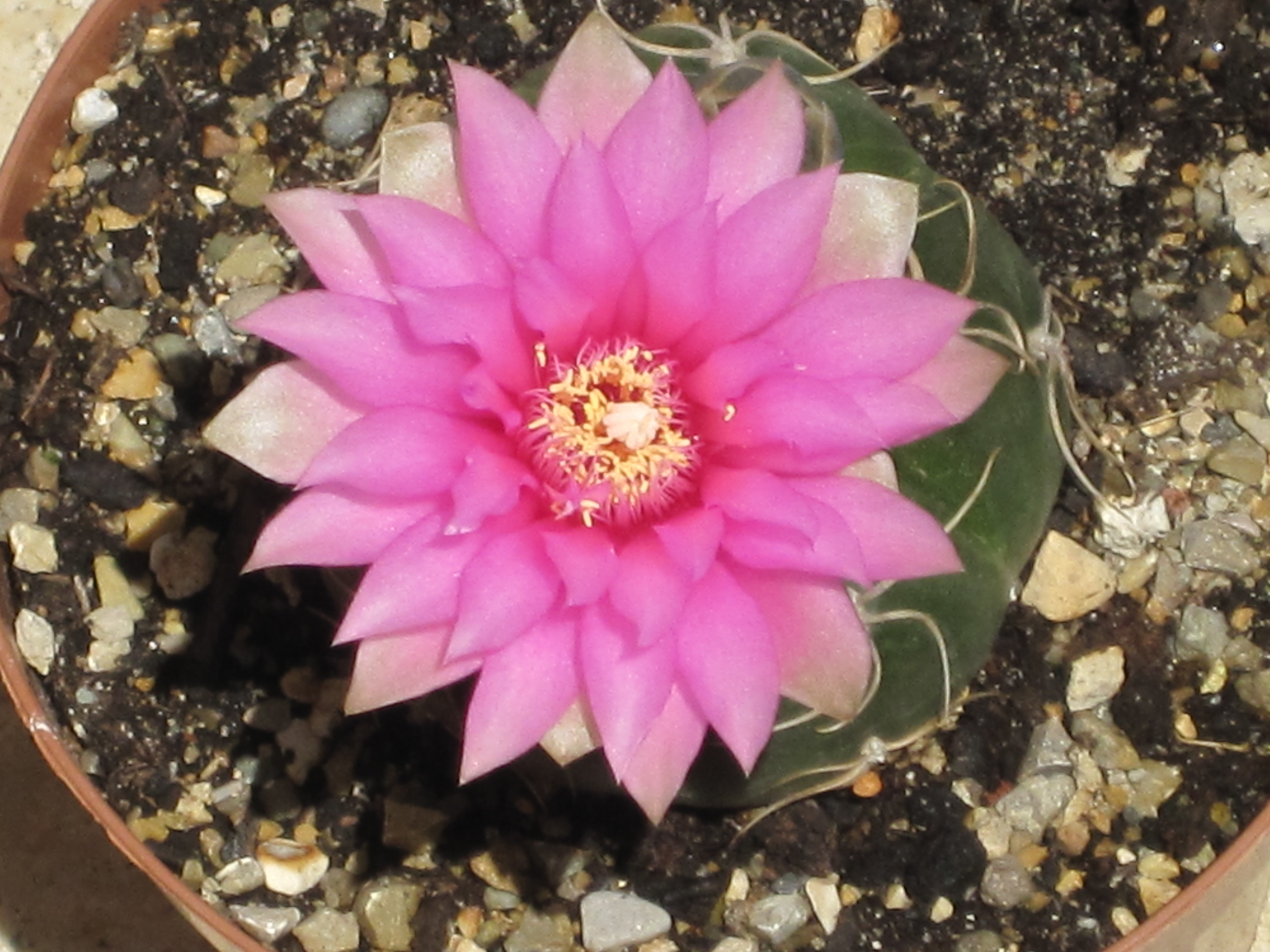
Gymnocalycium denudatum cv. Jan Suba

В колекціях є популярним гібрид гімнокаліціума Бальда з гімнокаліціумом голим (Gymnocalycium denudatum) Gymnocalycium denudatum cv. Jan Suba, названий на честь померлого чеського кактусівника Яна Шуби, який успішно створив цей культивар. Після численних спроб перехресного запилення Gymnocalycium denudatum з Gymnocalycium baldianum, він урешті-решт отримав рослину, яка має типовий зовнішній вигляд Gymnocalycium denudatum і цвіте красивими червоними квітками, притаманими Gymnocalycium baldianum. Цей гібрид в більшості випадків є автофертильним і дає дуже одноманітні сіянці.

## Історія відкриття
Спегаццині знайшов цю рослину в провінції Катамарка (Аргентина) та описав в 1905 році в «Cactacearum platensis Tentamen» як Echinocactus baldianum і який сам же потім, в 1925 році, зарахував до роду Gymnocalycium. Видову назву присвоїв на честь одного з своїх помічників на прізвище Бальді.

## Поширення
Цей вид є ендемічним для Аргентини, зустрісається в провінції Катамарка, в Сьєрра-Анкасті, Сьєрра-Граціано, Сьєрра-де-Нарваєс, Сьєрра-де-Гуямба, Сьєрра-де-Манчао і у горах на схід від Андальгали.

## Екологія
Ця рослина часто зустрічається серед трави на висоті від 500 до 2 000 м над рівнем моря.

## Охорона у природі
Гімнокаліціум Бальда входить до Червоного списку Міжнародного Союзу Охорони Природи, стан — в найменшому ризику. Має досить обмежений, проте неперервний ареал. Основною загрозою для виду є комерційне збирання, особливо у період цвітіння, що припадає на Різдво. В деяких районах шкоди популяції наносять пожежі.
На природоохоронних територіях Аргентини цей вид не присутній.

## Догляд за видом
Цей вид особливо часто пропонується в продажу серед імпортних декоративних кактусів, нерідко — вже з бутонами і квітками.
Рослини цього виду в холодний сухий період стають м'якими і зморшкуватими. У культурі можна утримувати абсолютно сухими при температурах, близьких до 0 °C, протягом усієї зими, оскільки вони є гірськими рослинами. У період вегетації при рясному поливі вони можуть стояти на повному сонці.